# Il pane e le mele
Il pane e le mele è un documentario filmato del 1981, realizzato da Stefano Rulli e Sandro Petraglia durante la demolizione degli ultimi lotti popolari del quartiere romano Tiburtino III.

## Trama
Il titolo completo è "Il pane e le mele, vita quotidiana e cultura materiale a Tiburtino III", realizzato dal Gruppo Audiovisivo della Cooperativa "Laboratorio C", coordinati dai giovani Rulli e Petraglia, non ancora celebri e pluripremiati sceneggiatori del cinema italiano. Il filmato, di natura amatoriale in bianco e nero, è girato durante la demolizione degli ultimi lotti del quartiere romano Tiburtino III nei primi mesi del 1981. Nel filmato sono contenute interviste ai residenti durante i traslochi dai lotti, che stanno per essere demoliti, e durante una festa nella sezione del P.C.I. di quartiere. Il filmato, a distanza di anni, costituisce un documento prezioso in quanto immortala gli edifici originali del 1936, successivamente scomparsi, così come la realtà sociale del XX secolo delle borgate romane. La demolizione dei lotti di Tiburtino III, caso unico nella storia dell'urbanistica romana del secondo novecento, ha aperto la strada alla successiva ricostruzione del nuovo quartiere sotto la direzione dell'ATER (ex IACP, lo stesso ente che ne aveva gestito la costruzione a partire dal 1936). Dagli anni ottanta del novecento il Tiburtino III cambia il suo nome in Santa Maria del Soccorso.